# بي. بي. أشوك كومار
بي. بي. أشوك كومار (بالإنجليزية: B. B. Ashok Kumar)‏ هو ضابط شرطة هندي، ولد في 4 يوليو 1952.